# 2802 Weisell
2802 Weisell је астероид главног астероидног појаса са средњом удаљеношћу од Сунца која износи 3,112 астрономских јединица (АЈ).
Апсолутна магнитуда астероида је 11,0.